# Pescorocchiano
Pescorocchiano (U Pèsc'hu in dialetto locale) è un comune italiano di 1 792 abitanti della provincia di Rieti, nel Lazio, nel Cicolano. Fino al 1927 faceva parte della provincia dell'Aquila, in Abruzzo e, dal 1233 al 1861, per oltre 600 anni, è stato parte integrante del giustizierato d'Abruzzo e della provincia Abruzzo Ulteriore II, nel distretto di Cittaducale.

## Geografia fisica

### Territorio
Si trova nell'Appennino centrale, tra i monti Carseolani (gruppo montuoso Monte Val de' Varri, Monte Faito, Monte San Nicola) a ovest e i monti del Cicolano a nord, a pochi chilometri dal lago del Salto, di origine artificiale. Il territorio è prevalentemente montuoso con la presenza della piana di Civitella segnata dal corso del fiume Salto e della val de' Varri, situata tra il Cicolano e la Marsica.

### Clima
Classificazione climatica: zona E, 2832 GR/G

## Storia

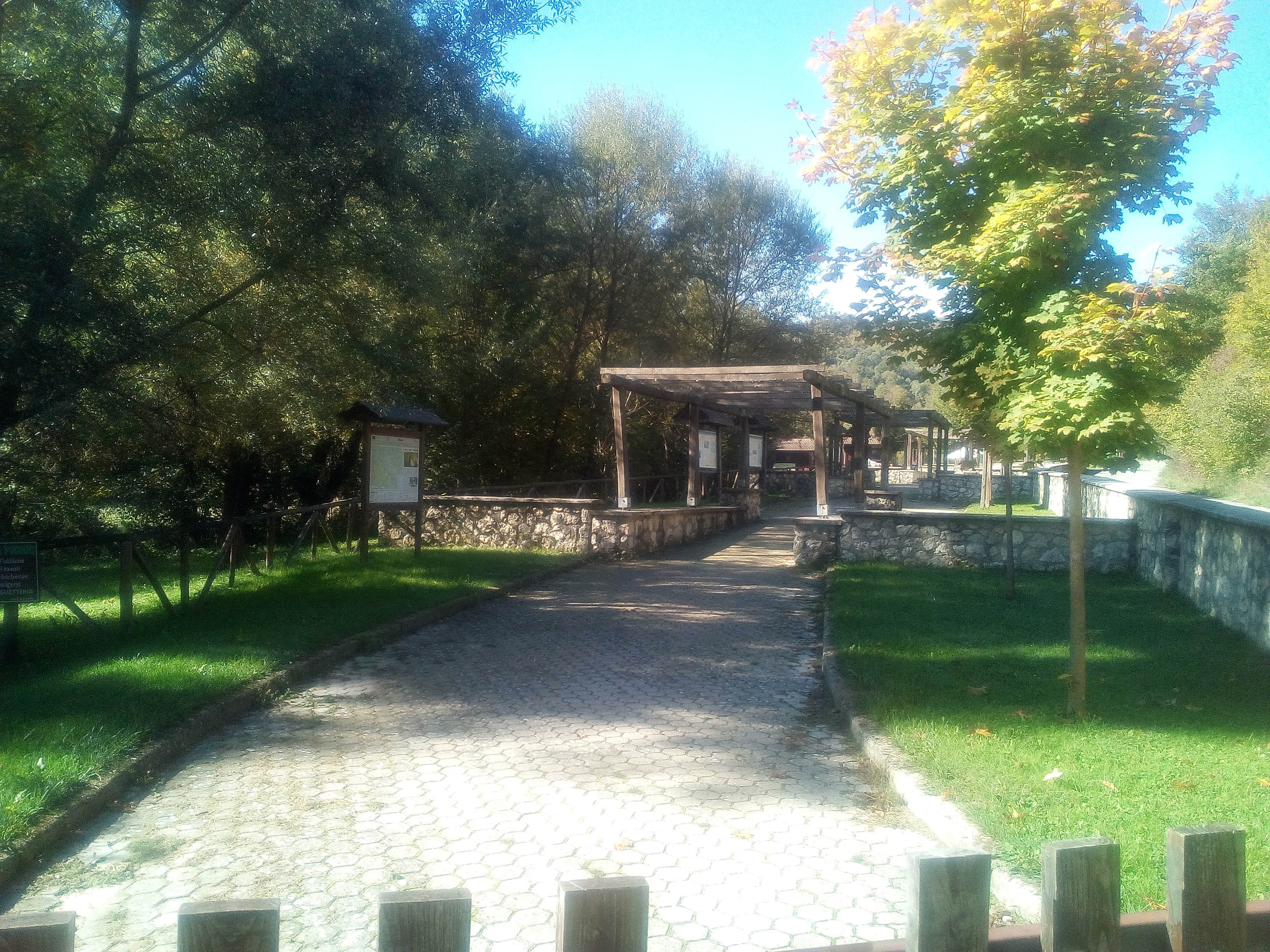
Accesso alle grotte di val de' Varri

### Epoca romana
Nel territorio comunale di Pescorocchiano sorgeva l'antica Nersae, città degli Equicoli divenuta municipium romano.
Nel caso di Nersae, l’origine protostorica riportata da Virgilio sembra essere confermata dall’insediamento pre-protostorico nella grotta di val de' Varri, situata tra l'omonimo paese e la contemporanea Nesce, abitata ininterrottamente dall’età del Rame fino al Bronzo medio (XVI-XIV secolo a.C.). 
Il sito ha restituito ciotole, tazze, piatti e grandi vasi per la conservazione dei cibi (dolii), nonché un’accetta levigata in pietra verde ed altri oggetti in selce e metallo (esposti al museo archeologico Cicolano di Corvaro).
Ma è soprattutto in epoca romana che il sito acquista una certa importanza con la fondazione, in territorio equicolo, del municipium di Nersae e la nascita della Res publica Aequiculanorum. Il municipium romano, amministrato da duoviri, risale ad età tardo-repubblicana, in un periodo ormai in cui si è avuta la piena romanizzazione del territorio cicolano.
Il santuario repubblicano della città di Nersae sorgeva sulla cima del colle di Civitella di Nesce, che conserva ancora oggi il nome di questo antico centro equicolo. Si tratta di un santuario articolato su due terrazze, di cui quella superiore ospitava il tempio vero e proprio. Sulla cella cultuale venne eretta nel Medioevo la chiesa di S. Angelo, divenuta nell’Ottocento la cappella del cimitero di Civitella. La terrazza inferiore invece era sostruita da un imponente muraglione in opera poligonale di III-IV maniera, risalente alla metà del II secolo a.C., che si conserva oggi per una lunghezza di circa 90 metri.
Presso la chiesa di S. Angelo venne alla luce un deposito votivo del III-II secolo a.C., con teste di offerenti velate ed ex voto in terracotta di occhi, arti, organi genitali maschili e femminili e statue a grandezza naturale, esposti al museo archeologico di Corvaro. Il rituale religioso prevedeva il sacrificio di animali e l’offerta di doni e cibi alla divinità. Dai resti faunistici si è dedotto che nel santuario venissero sacrificate capre, pecore, maiali e, in maniera minore, polli, buoi e cavalli. Alcuni contenitori e brocche da vino testimoniano offerte di generi alimentari (granaglie, olio, latte e vino). In quest’area sacra si veneravano diverse divinità, come testimoniano i bronzetti votivi di Ercole e Marte ed alcune iscrizioni con dedica alla dea Salus.
Il Foro della città di Nersae è stato localizzato poco fuori Civitella, presso il Casale di San Silvestro. Qui è presente una spianata artificiale dove sono state riportate alla luce molte are, colonne e capitelli in marmo, alcune cisterne rivestite di cocciopesto, molte epigrafi (oggi murate tra Nesce e Pescorocchiano) e resti di mura in opera poligonale, quadrata e reticolata (sopra cui venne eretto il casale).
Un’iscrizione ricorda i restauri fatti eseguire dall’imperatore Adriano ad edifici pubblici, mentre altre iscrizioni riportano i restauri al teatro e spettacoli teatrali. La necropoli invece doveva trovarsi nella vicina località di Venarossa (o Cretoni), dove sono segnalate molte iscrizioni rupestri di tipo funerario.

### Dal Medioevo all'epoca contemporanea

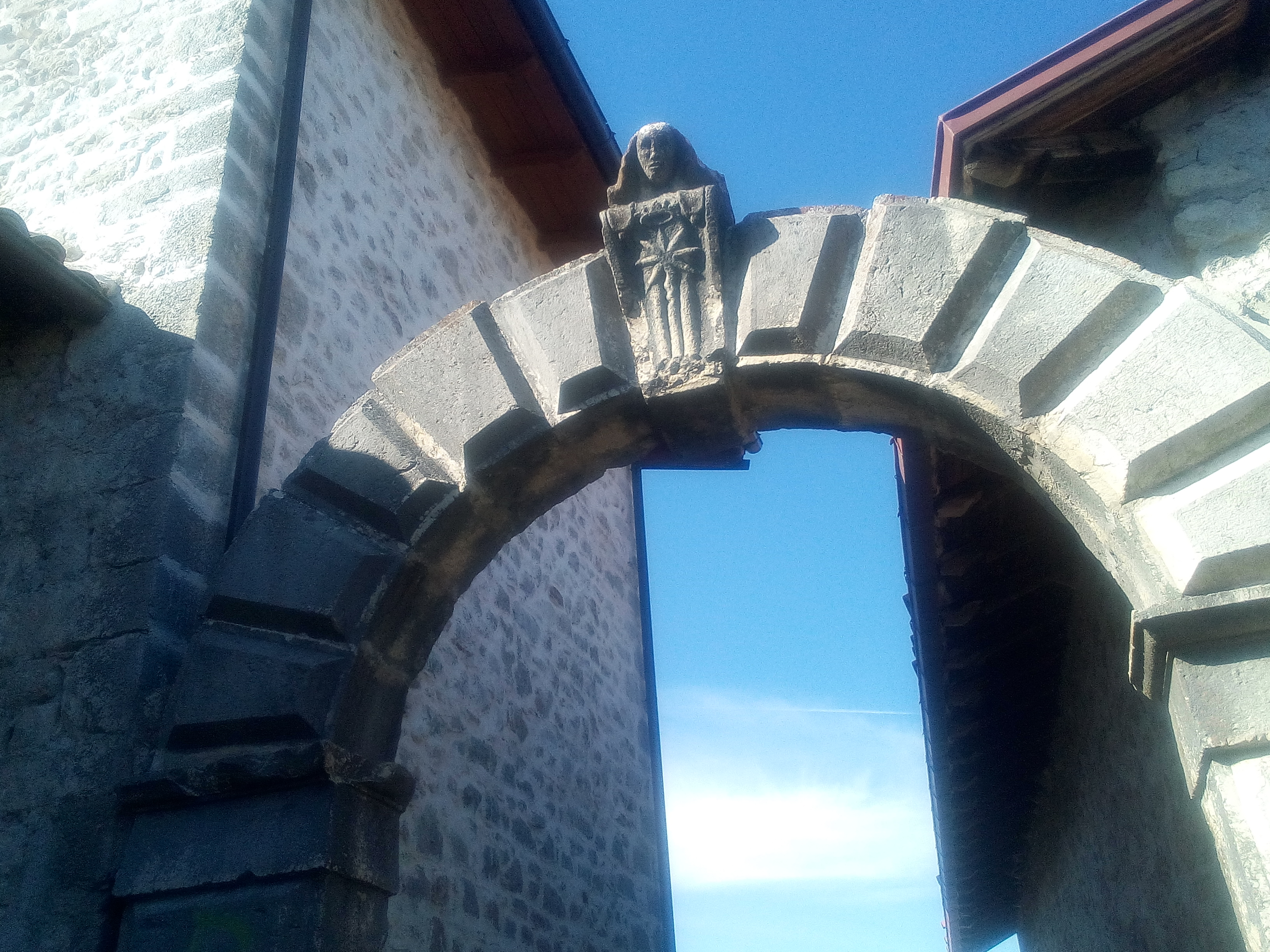
L'arco del belvedere presso il castello baronale

Il borgo medievale, chiamato originariamente Castrum Pescli, si sviluppò intorno al castello del Peschio, una struttura militare posta sulla rupe che domina la zona come dimostra il toponimo, derivante dal termine latino Pesculum, ovvero luogo posto in alto. La pieve di Sant'Andrea è citata per la prima volta in alcuni documenti ecclesiastici nel 1153, il castello invece nel 1161.
Nel 1183 Pescorocchiano figura tra i piccoli fondi della zona, sotto la baronia di Gentile Vetulo, a seguito della suddivisione del contado realizzata da Guglielmo II. Il Giustizierato d'Abruzzo fu diviso in due parti al di qua e al di là del fiume Pescara da Carlo I d'Angiò nel 1273. Pescorocchiano figura nella zona al di là del fiume. Nel 1418 il centro entrò a far parte dei possedimenti della famiglia Mareri, precisamente di Niccolò, ma anche degli Orsini e dei Colonna, mentre nel 1511 appare ricompreso fra i beni che Carlo V dette in dono ad Antimo Savelli per i servigi che questi gli aveva reso. Infine nel 1808 Pescorocchiano entrò a far parte del circondario di Borgocollefegato (la contemporanea Borgorose), allorché la nuova provincia dell'Abruzzo Ulteriore Secondo venne suddivisa in tre distretti. Il territorio è stato incluso in quello abruzzese fino al 1927, anno in cui venne aggregato alla costituita provincia di Rieti.

## Monumenti e luoghi d'interesse

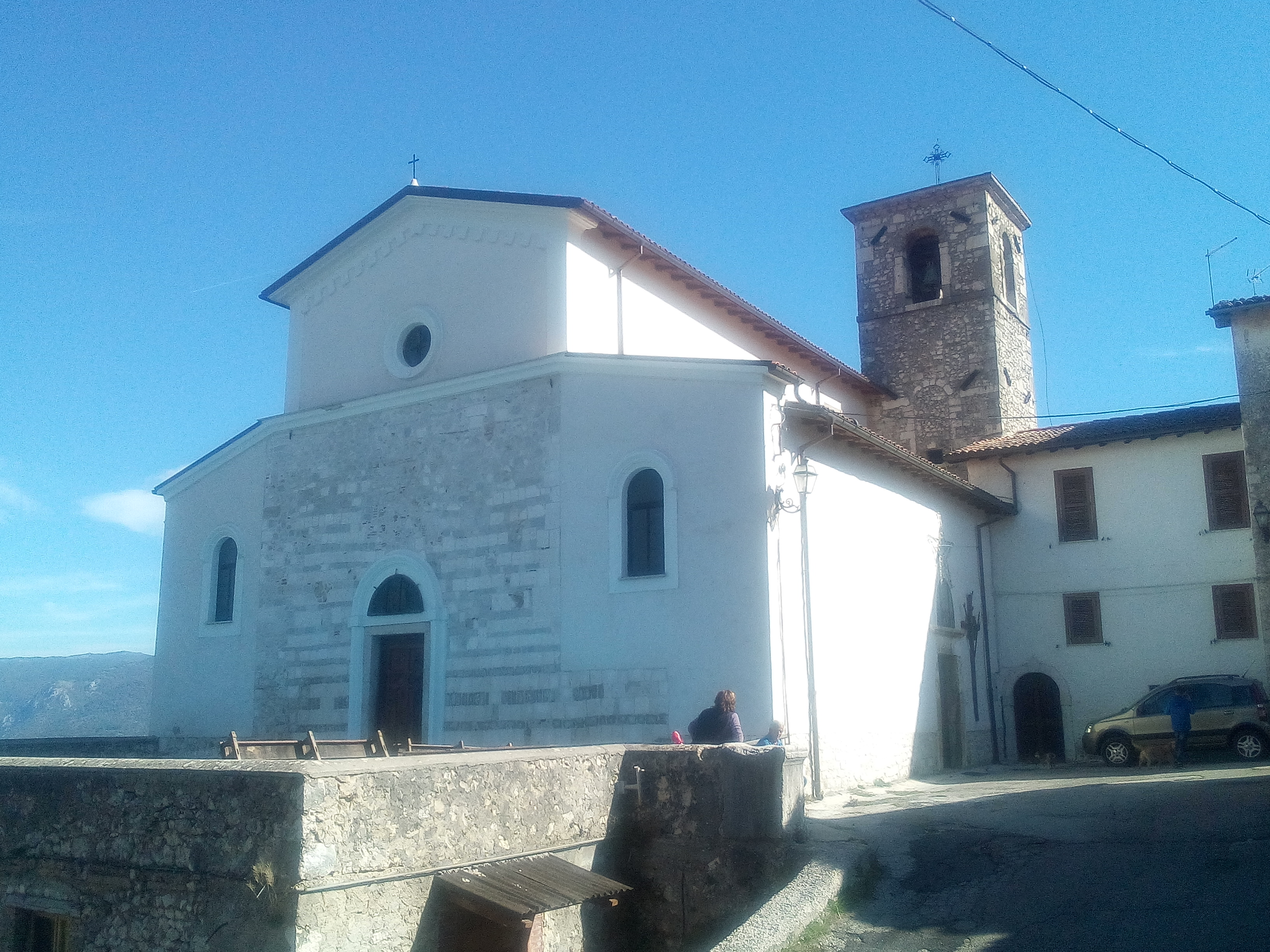
Chiesa di Sant'Andrea

### Architetture religiose
- Chiesa di Sant'Andrea

### Architetture civili e militari
- Castello baronale, situato presso il belvedere, nella parte più alta del paese.

### Siti archeologici
Nel suo territorio sono presenti le grotte di Val de' Varri, al cui interno sono state trovate tracce di presenza umana, risalenti all'età del bronzo, costituite da graffiti rupestri; inoltre sono stati rinvenuti anche alcuni manufatti e resti di vasellame del IV - II secolo a.C.

### Aree naturali
Il paese si trova immerso nel verde dell'Appennino centrale. La val de' Varri, classificata come Sito di interesse comunitario (SIC), ospita le omonime grotte.

## Società

### Evoluzione demografica
Abitanti censiti

## Geografia antropica

### Frazioni

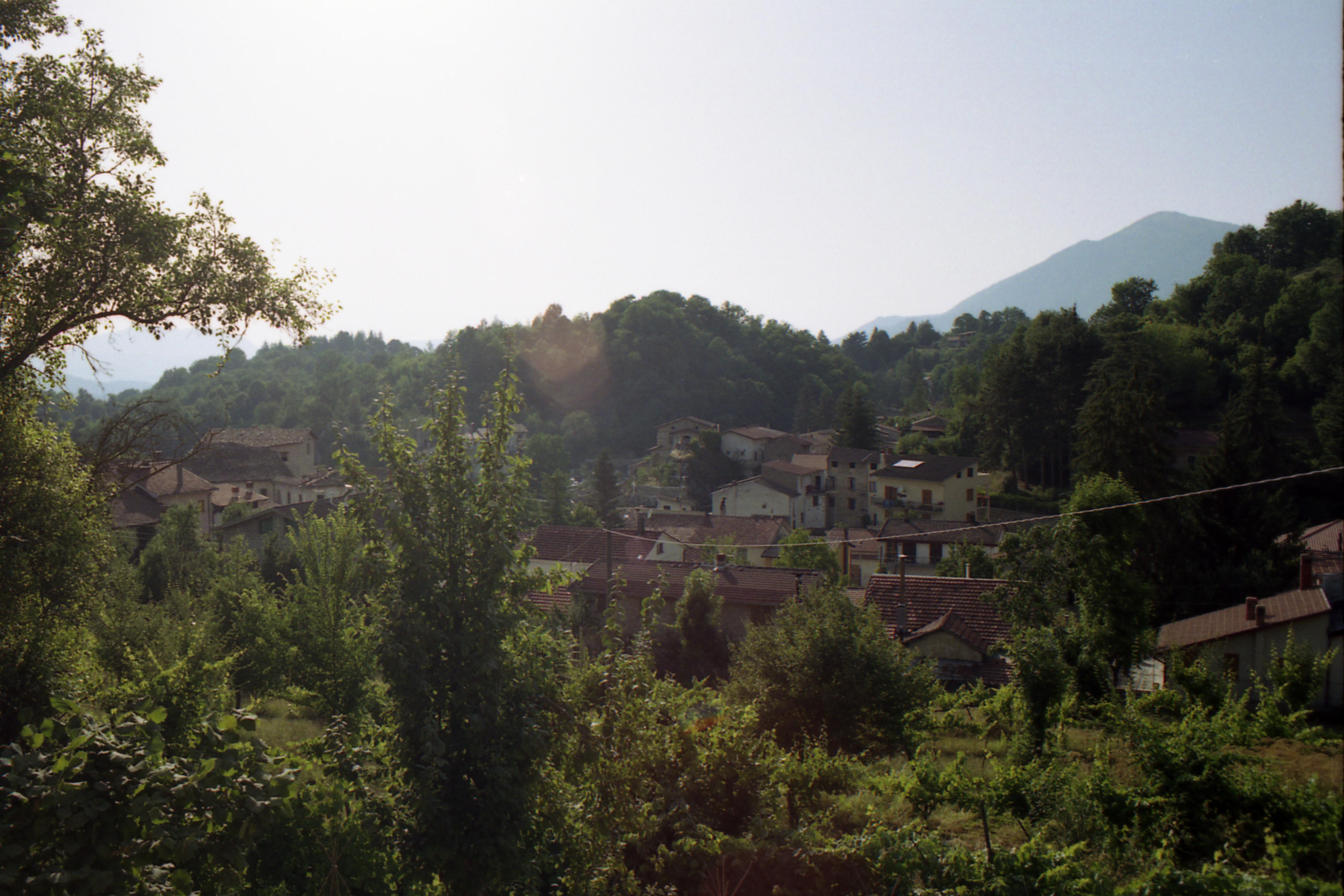
Borgo di Torre di Taglio

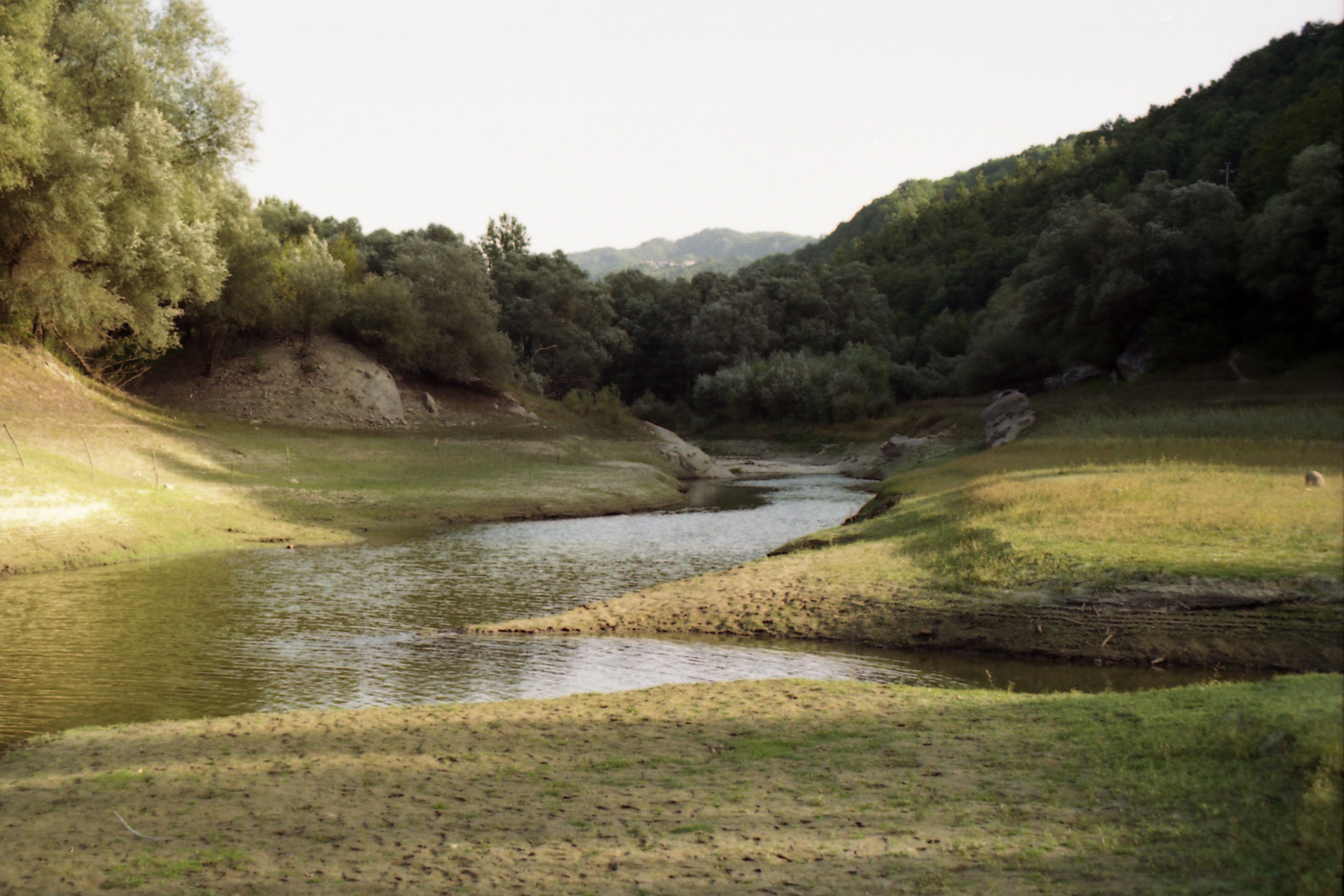
Scorcio dell'estremità del ramo meridionale del lago del Salto con l'abitato di Campolano sullo sfondo

Nel territorio comunale si trovano le seguenti frazioni: Alzano, Baccarecce, Campolano, Castagneta, Castelluccio, Civitella di Nesce, Colle di Pace, Colli di Pace, Girgenti, Granara, Leofreni, Nesce, Ospanesco, Pace, Petrignano, Poggio San Giovanni, Roccaberardi, Roccarandisi, Santa Lucia di Gioverotondo, Sant'Elpidio, Tonnicoda, Torre di Taglio e Val de Varri.

#### Alzano
È un piccolo borgo medievale a 850 metri sul livello del mare, ai piedi del Monte Fratta, costruito intorno alla chiesa di san Vittorino, il cui culto giunse da Amiterno durante la transumanza che muoveva uomini e animali dai monti alle pianure e viceversa ogni volta che cambiavano le stagioni. 
Nei pressi di Alzano si trovano i resti di un imponente santuario equicolo: articolato in tre terrazze degradanti delimitate da mura in opera poligonale di II-III maniera, risale al periodo tra il III e la fine del II secolo a.C.
Tra il primo ed il secondo muraglione si trova la cosiddetta Grotta del Cavaliere, ovvero un pozzo a pianta circolare, profondo circa 2,60 metri, in prossimità del quale vennero rinvenuti degli ex voto anatomici. Dal sito proviene anche una piccola epigrafe in marmo con dedica votiva ad Ervaianus, oggi al Museo Archeologico Cicolano di Corvaro, datata alla metà del I secolo a.C. Ervaianus è considerato una contrazione per Ercole Vaiano, a cui probabilmente era dedicato questo santuario equicolo.

#### Castelluccio

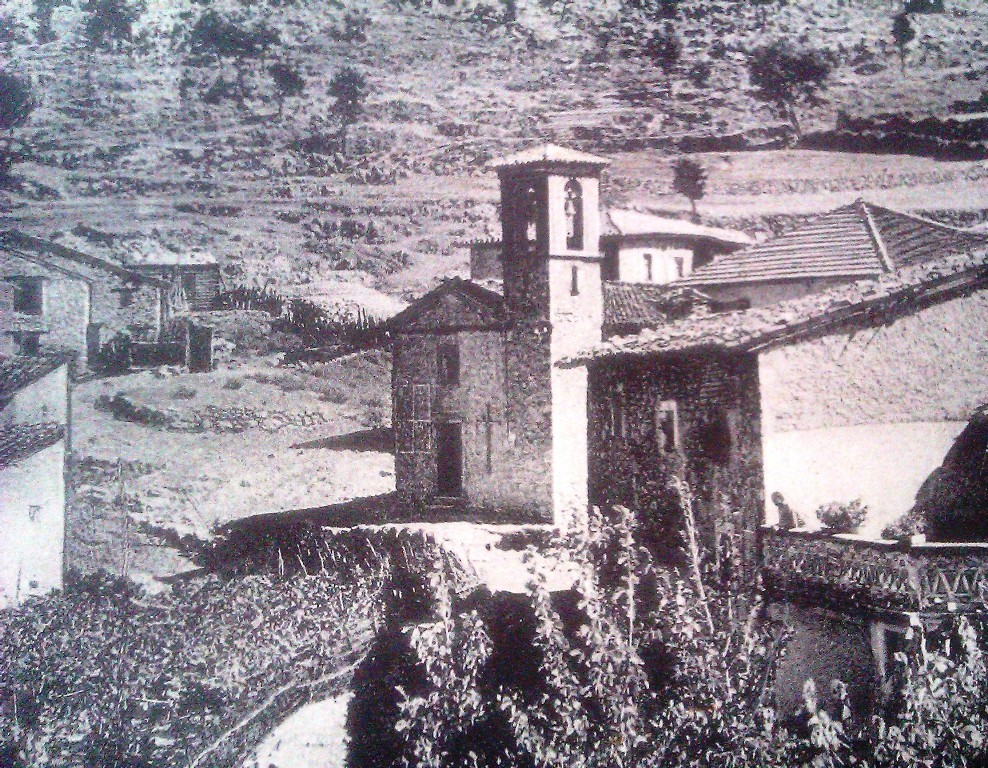
Castelluccio in una foto d'epoca

Distante circa 3 chilometri da Pescorocchiano capoluogo, ha una popolazione (in gran parte giovani famiglie) che varia dai 30 - 40 residenti nelle stagioni invernali, agli 80, 100 nella stagione estiva. Il borgo, situato ad una altitudine di circa 871 m s.l.m., vanta tra le sue caratteristiche, oltre al centro storico con i suoi vicoli, la vicinanza ed il diretto contatto con la natura. L'attività prevalente è l'agricoltura con una variegata produzione di prodotti biologici, principalmente per uso familiare. Altri prodotti tipici sono funghi, tartufi ed in particolare la rinomata castagna rossa del Cicolano.

#### Civitella di Nesce

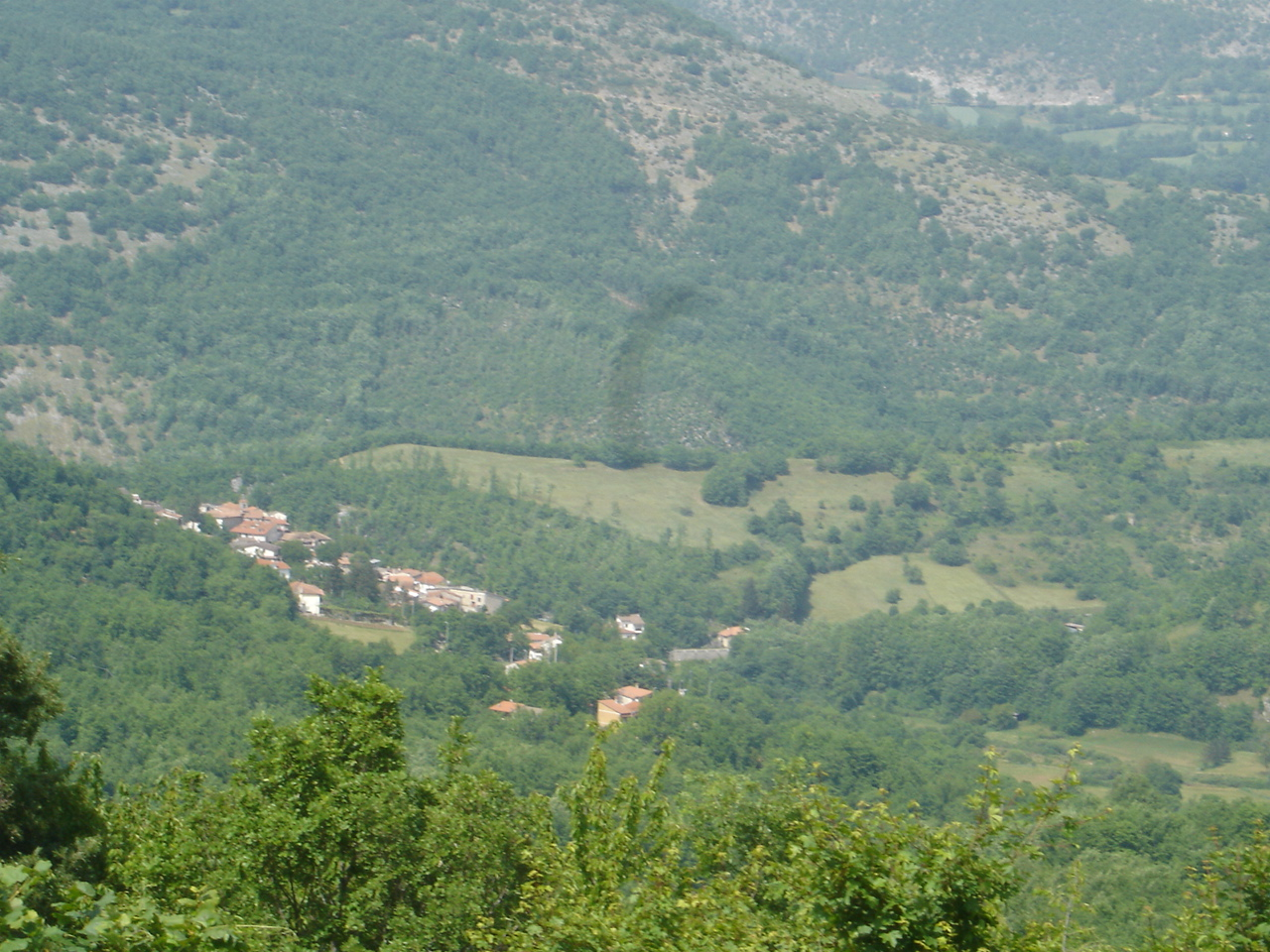
Civitella di Nesce tra i monti del Cicolano

È situata in bellissima posizione panoramica alle maestose vette del Monte Velino e delle Montagne della Duchessa, sul pendio di un colle boscoso che scende ripido sulla riva sinistra del fiume Salto le cui acque, più a valle, formano l'omonimo lago. Sulla sommità del colle è visibile il sito archeologico più importante tra i numerosi di cui è ricca la Valle del Salto, solo in parte di recente esplorato. È un'ampia area delimitata a sud da un tratto di mura poligonali del II secolo a.C. lungo circa m 70 e alto fino a m 4. Verosimilmente trattasi dell'Acropoli con tempio sacro di Nersae, la capitale della Res publica Aequiculanorum, di cui parla anche Virgilio nell'Eneide. I Romani dopo la conquista del territorio degli Equi elevarono la città di Nersae a municipium, con il forum e altri edifici pubblici, ascrivendola alla "Gens Fabia". Nei pressi di Nesce troviamo anche la risorgente di un piccolo fiume sotterraneo, Rottone, le cui acque si inabissano nell'inghiottitoio all'ingresso delle Grotte di Val de' Varri.

#### Girgenti
La frazione, con circa 200 residenti, si allunga da est a ovest su un crinale sovrastante il lago del Salto in posizione panoramica rispetto alla valle del Salto ad un'altitudine di circa 800 m s.l.m. Il nome del paese ne ha fatto ipotizzare un'origine saracena, alla quale viene attribuita l'ascia scolpita sullo stipite all'ingresso della chiesa di San Sisto. È tuttavia opinione più comune che il paese sia stato fondato ad opera di esuli della città siciliana di Agrigento, con la quale in epoca recente si è dato luogo ad un gemellaggio ed a iniziative culturali incrociate. Il borgo si trovava nei pressi dell'antica frontiera tra lo Stato Pontificio e il regno delle Due Sicilie, poi divenuto confine regionale tra Abruzzo ed Umbria, fin quando nel 1927 l'intero comune di Pescorocchiano passò alla neonata provincia di Rieti nel Lazio. Dalla piazza principale, dominata dal Palazzo Iacobelli, si diramano due strade: una attraversa la parte pianeggiante del paese, mentre l'altra sale tortuosa alla parte più alta, con la rocca, che conserva i resti di un antico castello medioevale e il belvedere. Presso la rocca si trova anche la chiesa parrocchiale di San Sisto, il cui campanile è stato ricostruito dopo il crollo a seguito del terremoto della Marsica del 1915. Nella parte bassa del paese si trova la chiesa di Santa Maria, edificata agli inizi del XIX secolo per volontà della famiglia Iacobelli e ristrutturata agli inizi del XX secolo. Il patrono del paese è san Sisto, in onore del quale si tengono ogni anno dei festeggiamenti nel mese di agosto.

#### Leofreni

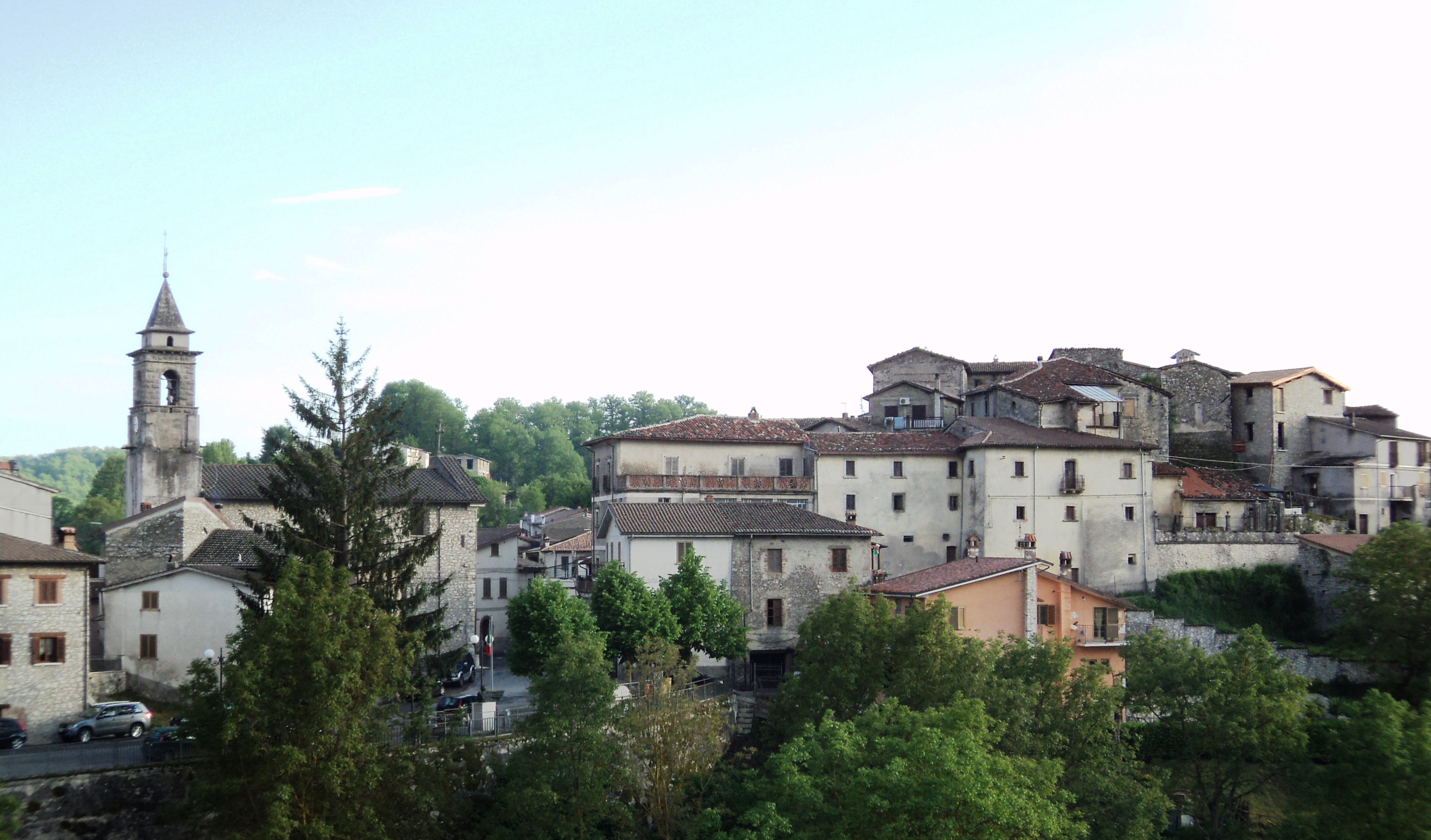
Veduta di Leofreni

L'abitato sorge intorno al XIV secolo e fu uno dei pochi centri della zona a costituire Università (comune dell'epoca). A partire dagli anni Venti del secolo scorso il patrimonio dell'ex feudo di Val de Varri (vasto territorio caratterizzato da prati, boschi, cerreti, macchie, ed altro) donato alla popolazione di Leofreni da benestanti tra il XVII ed il XVIII secolo, è oggi gestito dall'amministrazione dei beni separati di uso civico. La frazione è una delle più grandi e popolate del comune di Pescorocchiano con circa 160 abitanti residenti (con incremento notevole nel periodo estivo). Leofreni si trova ad un'altitudine di 956 m s.l.m. Il borgo è caratterizzato da un ampio centro storico, interamente costituito da edifici in pietra locale, che si sviluppa da un lato intorno al palazzo storico, frontale alla principale chiesa del paese dedicata a San Barnaba, e dall'altro a ridosso del monte Sant'Angelo, suggestiva altura dalla quale è possibile ammirare quasi interamente il territorio del Cicolano. L'economia si basa sull'agricoltura e sulla raccolta delle castagne, considerata la presenza estesa di castagneti che insieme ai boschi avvolgono e caratterizzano il paese.

#### Pace
Piccola frazione posta sulla via che collega Fiumata (Lago del Salto) con il bivio per Baccarecce (a sinistra) e Colli di Pace (destra), dominata dal palazzo baronale. È situata ad un'altezza di circa 850 m sul livello del mare. Recentemente è stata creata, per volontà di un gruppo d "pacesi", l'associazione "Macchia Timone", senza scopo di lucro, la cui finalità è quella di promuovere la conoscenza del paese e dei suoi luoghi ed essere interlocutore di enti e istituzioni, pubbliche e private, a difesa degli interessi del paese.

#### Santa Lucia di Gioverotondo
Nota anche come "Santa Lucia delle Castagne". Il paese risulta isolato dal resto delle frazioni limitrofe, si raggiunge tramite la strada di Gioverotondo che parte dal bivio tra via della Vittoria e via Roma, e prosegue per Leofreni. L'altitudine è di circa 950 metri s.l.m. Peculiarità è l'abbondanza di castagneti e l'alimentazione tradizionale a base di castagne e dolci derivati. Sono presenti inoltre funghi commestibili, come il porcino, l'ovulo buono e il galletto.

#### Val de Varri
Nelle vicinanze di Leofreni è situato il piccolo borgo di Val de Varri, che prende il nome dall'omonima valle situata tra il Cicolano e la Marsica tra i monti della catena carseolana. Nel versante laziale della valle si trovano le grotte naturali di Val de' Varri, scavate nei secoli dal torrente Rio Varri.

#### Vallececa
La piccola frazione si trova nella valle del Salto (Cicolano) a 650 m s.l.m. e si affaccia sul lago del Salto. Sulla strada che la congiunge a Girgenti si trova il Santuario della SS. Trinità dove si svolgono regolarmente delle manifestazioni, culminanti con la festa patronale in concomitanza con la festa della SS. Trinità. Il nome originario del piccolo borgo era Valle della Cieca. Gli abitanti decisero di cambiare il toponimo in Vallececa.

## Economia

### Agricoltura
Uno dei prodotti tipici del territorio è la castagna rossa del Cicolano, che recentemente ha ricevuto il riconoscimento europeo di IGP (Indicazione geografica protetta).

## Infrastrutture e trasporti

### Strade
L'arteria stradale più importante che attraversa il territorio comunale è la strada statale 578 Salto Cicolana (detta anche superstrada Rieti-Torano), una strada a scorrimento veloce che collega il comune da un lato al capoluogo di provincia Rieti e dall'altro al casello "Valle del Salto" dell'autostrada A24, che permette di raggiungere Avezzano e Pescara sulla A25 la cui diramazione si trova a Torano.
Il paese di Pescorocchiano sorge lungo la strada provinciale 26, che lo collega da un lato a Fiumata e al lago del Salto, e dall'altro all'arteria Salto-Cicolana. Inoltre una sua diramazione collega il comune alle località abruzzesi di Tufo e Pietrasecca e al vicino casello di Tagliacozzo dell'A24, attivo per la sola direzione di Roma.

## Amministrazione
Nel 1927, a seguito del riordino delle circoscrizioni provinciali stabilito dal regio decreto n. 1 del 2 gennaio 1927, per volontà del governo fascista, quando venne istituita la provincia di Rieti, Pescorocchiano passò dalla provincia dell'Aquila a quella reatina.
| Periodo     | Periodo     | Primo Cittadino      | Partito                         | Carica      | Note                  |
| ----------- | ----------- | -------------------- | ------------------------------- | ----------- | --------------------- |
| 2001        | 2006        | Gianfranco Gatti     | Lista civica                    | Sindaco     |                       |
| 29 mag 2006 | 11 ott 2006 | Gianfranco Gatti     | Lista civica                    | Sindaco     | 2º mandato e Decaduto |
| 2007        | 2012        | Mario Gregori        | Lista civica                    | Sindaco     |                       |
| 2012        | 2017        | Mario Gregori        | Lista civica                    | Sindaco     | 2º mandato            |
| 2017        | 2022        | Ilaria Gatti         | Lista civica                    | Sindaco     |                       |
| 2022        | 2024        | Ilaria Gatti         | Lista civica Slancio sul Futuro | Sindaco     | 2º mandato Decaduta   |
| 2024        | 2025        | Marianna Centofanti  | -                               | comm. pref. |                       |
| 2025        | in corso    | Eliana Passacantando | Terra e Sviluppo                | Sindaco     |                       |

### Altre informazioni amministrative
Il comune di Pescorocchiano fa a parte della Comunità montana Salto Cicolano